# Yūjin Koyama
 (octobre 2021).
 (octobre 2021).
La mise en forme du texte ne suit pas les recommandations de Wikipédia : il faut le « wikifier ».
Les points d'amélioration suivants sont les cas les plus fréquents. Le détail des points à revoir est peut-être précisé sur la page de discussion.
- Les titres sont pré-formatés par le logiciel. Ils ne sont ni en capitales, ni en gras.
- Le texte ne doit pas être écrit en capitales (les noms de famille non plus), ni en gras, ni en italique, ni en « petit »…
- Le gras n'est utilisé que pour surligner le titre de l'article dans l'introduction, une seule fois.
- L'italique est rarement utilisé : mots en langue étrangère, titres d'œuvres, noms de bateaux, etc.
- Les citations ne sont pas en italique mais en corps de texte normal. Elles sont entourées par des guillemets français : « et ».
- Les listes à puces sont à éviter, des paragraphes rédigés étant largement préférés. Les tableaux sont à réserver à la présentation de données structurées (résultats, etc.).
- Les appels de note de bas de page (petits chiffres en exposant, introduits par l'outil «  Source ») sont à placer entre la fin de phrase et le point final[comme ça].
- Les liens internes (vers d'autres articles de Wikipédia) sont à choisir avec parcimonie. Créez des liens vers des articles approfondissant le sujet. Les termes génériques sans rapport avec le sujet sont à éviter, ainsi que les répétitions de liens vers un même terme.
- Les liens externes sont à placer uniquement dans une section « Liens externes », à la fin de l'article. Ces liens sont à choisir avec parcimonie suivant les règles définies. Si un lien sert de source à l'article, son insertion dans le texte est à faire par les notes de bas de page.
- La présentation des références doit suivre les conventions bibliographiques. Il est recommandé d'utiliser les modèles {{Ouvrage}}, {{Chapitre}}, {{Article}}, {{Lien web}} et/ou {{Bibliographie}}. Le mode d'édition visuel peut mettre en forme automatiquement les références.
- Insérer une infobox (cadre d'informations à droite) n'est pas obligatoire pour parachever la mise en page.

Pour une aide détaillée, merci de consulter Aide:Wikification.
Si vous pensez que ces points ont été résolus, vous pouvez retirer ce bandeau et améliorer la mise en forme d'un autre article.
Yūjin Koyama (小山 右人, Koyama Yūjin) est un écrivain, peintre et médecin japonais, né le 13 mai 1949 à Niigata au Japon. Il est le lauréat du prix Jeunes auteurs Shinchō en 1996 (Prix de la revue littéraire Shinchō), et est un peintre représentatif du style fantastique qui mêle les techniques de la peinture occidentale et japonaise. Il écrit principalement des nouvelles courtes.

## Biographie
Yūjin Koyama entre à l'Université de médecine et d'odontologie de Tōkyō en 1969, après que le concours d'entrée dans cette université a été annulé l'année précédente et pour la première fois de l'histoire de l'université, en raison de la tourmente étudiante des années 1968-69.
Il obtient le diplôme de docteur en médecine en 1987 et intègre le Département d'urologie de la même université. Il se spécialisera ensuite en psychopathologie de l'expression.
En 1973, lauréat du Concours national de peinture à l'huile étudiants parrainé par le journal Mainichi shinbun, il est sélectionné pour la Nouvelle exposition du Musée d'Art Métropolitain de Ueno. Deux œuvres sont exposées dans la première salle d'exposition. À partir de 1974 jusqu'aux années 2010, il expose régulièrement dans diverses galeries de Tōkyō. Il expose en France en 1978 à la Galerie Sainte Anne, Paris et en 2010 à la Maison des arts de Vaison la Romaine. Lauréat du Prix de l'Exposition du Festival de Nice en 1984. Le Musée Jules Chéret acquiert une de ses œuvres. En 2014, il présente son œuvre graphique à travers une projection vidéo au Musée international du Verre d'Art d'Abano Terme, Italie.
Ses nouvelles sont publiées en français à partir de 2013. Certaines sont publiées en anglais et en espagnol.

## Style littéraire
En 1970, dans un cours de peinture privé, il rencontre un professeur bienveillant du nom de Isao Takasugi qui lui fait découvrir un aspect de sa personnalité et son profond désir de devenir peindre, alors qu'il ne peut se résoudre à abandonner ses études de médecine. En 1972, pendant ses cours d'anatomie et de dissection, le visage d'une femme âgée provoque des cauchemars récurrents et une confusion qu'il surmontera en peignant ce visage sous une forme fantastique.
Puis, il commence à décrire sous forme de courts récits la nature de sa vocation de peintre et d'écrivain qui s'épanouit lentement. Il mènera toujours en parallèle ces deux activités, réalisant durant sa carrière de plus de quarante ans quelque mille toiles qui illustrent ses récits. Ceux-ci, dans un atmosphère fantastique, mettent en scène des personnages tourmentés par des ruptures sentimentales ou la maladie, qui connaissent des expériences oniriques, quasi surnaturelles.
Son style élégant, poétique, où plane souvent un humour discret, fait parfois références aux traditions culturelles japonaises, comme le théâtre nō ou certaines formes de la mythologie japonaise.

### Nouvelles
- Les défenses du mammouth [« マンモスの牙 »]  (trad. du japonais par Marie Parra Aledo, Prix Jeunes auteurs Shinchō), Esthétiques,‎ 2020
- (ja) « Les népenthès » [« ネペンテス »], Revue Shinchō,‎ 1997
- Perle : Tourment et amour ardent [« 珠 »]  (trad. du japonais par Marie Parra Aledo), Esthétiques,‎ 2016, 64 p. (ISBN 978-2-953-68058-4)
- Le jardin tropical : un amour très rare  (trad. du japonais par Marie Parra Aledo), Esthétiques, 2016, 64 p. (ISBN 979-1095769026).
- Voix : L'amoureux éconduit qui perdit la voix [« 声: たった一度の愛の告白に賭けた声 »]  (trad. du japonais par Marie Parra Aledo), t. 1, Esthétiques,‎ 2017, 160 p. (ISBN 979-1095769217)
- Le laboratoire [« 研究室 »]  (trad. Marie Parra Aledo), Esthétiques,‎ 2019, 84 p. (ISBN 979-1095769392)
- Voix : L'amoureux qui perdit sa voix  (trad. du japonais par Marie Parra Aledo), t. 2, Esthétiques, 2018 (ISBN 9791095769279)